# Phanerotoma panamana
Phanerotoma panamana är en stekelart som beskrevs av Herbert Zettel 1990. Phanerotoma panamana ingår i släktet Phanerotoma och familjen bracksteklar. Inga underarter finns listade i Catalogue of Life.